# Guo Yun Shen
Guo Yun Shen (1827-1903) é um lendário mestre de Xingyiquan (Hsing-I Chuan), um estilo interno de wushu (kung fu).
Foi discípulo do famoso mestre Li Luoneng (Li Nengran).
Pessoa de caráter violento, estava sempre envolvido em disputas. Seu famoso soco podia arremessar um adversário a vários metros de distância. Foi um dos grandes nomes da arte marcial chinesa fora dos templos.